# اجاناکاتی، گوکاک
اجاناکاتی، گوکاک (به انگلیسی: Ajjanakatti, Gokak) یک منطقهٔ مسکونی در هند است که در کارناتاکا واقع شده‌است.